# فلايليف

## فرقة الروك ميتل FLYLEAF
فرقة الروك FLYLEAF وهي فرقة موسيقية للروك تاسست الفرقة سنة 2000 بعدما اجتمع كل من lacey وjames وقرروا تاسيس فرقة الروك

فانضم اليهم القياترست sameer الذي هو من اصل هندي وبعده jared hartman
و لم ينضم اليهم Pat Seals حتى سنة 2002 بعد خروجه من فرقته السابقة The Grove
و من هنا بد ات مسيرة الفرقة حيث لعبت تحت أسماء عدة منها Posserby,Sopros,Listen.
اصدرت الفرقة ثلاث البومات EP وقدمت أكثر من 100 سهرة بولاية تكساس وحدها على مدى سنتين
و كانت الفرقة انذاك تحت رعاية شركة ٌRunt Entertainment
و في إحدى السهرات لعبوا مع فرقة EvanescencE الشهيرة بThe Engine Room In Husston
و قد كان الحضور 800 شخص وكان وقتها أكبر عدد من الجمهر يحضر سهرة من سهراتهم
و قد ساعدتهم هذه السهرة على بيع 150 نسخة من البوم EP
سنة 2003 قامت الفرقة بتجربت أداء لرئيس شركة التسجيلات RCA بنيويورك على امل التوقيع مع الشركة لكنه رفض ولم يعجبه ادائهم
لكن رئيس شركة Octone Records كان مدعوا سرا إلى تجربة الأداء واعجبته الفرقة وادائها وانتظروا لايام عدة حتى اتصل
بهم رئيس Octone records فوقعوا العقد مع الشركة يوم 7 يناير 2004 وفي شهر مارس سافروا لمدينة Seattleلتسجيل EP مع (Pearl Jam، Blind Melon)
و بعدها قاموا بجولة fرفقة بعض الفرق الأخرى ك Breaking Benjamina، Saliva ,Trust company,Staind,3doors Down لكي يقوموا بنشر البومEP الذي قاموا بتسجيله
ونزل للاسواق في أكتوبر 2004

و في سنة 2005 سجلت الفرقة أول البوم رسمي لها مع Howard Benson في أكتوبر أيضا ونزل باسم FLYLEAF
أي على اسم الفرقة
و في سنة 2006 قامت الفرقة بتغيير شركة التسجيلات وانتقلت إلى J-Records وذلك رغبة في تطوير الفرقة
و يوم 12 ابريل 2006 غنت الفرقة لأول مرة مباشرة على التلفاز ببرنامج FUSE TV's Daily Download
و قاموا بغناء اغنيتين هما "I'm So Sick" و"All Around Me"
و هذه الفرقة تغني نوع Alternative Metal
واغانيها بالترتيب من الأقدم للاحدث:

| اسم الإصدار     |
| --------------- |
| I'm So Sick     |
| Fully Alive     |
| All Around Me   |
| Again           |
| Sorrow          |
| Beautiful Bride |
| Missing         |
| Chasm           |

## روابط خارجية
- فلايليف على موقع IMDb (الإنجليزية)
- فلايليف على موقع ميوزك برينز (الإنجليزية)
- فلايليف على موقع أول ميوزيك (الإنجليزية)
- فلايليف على موقع ديسكوغز (الإنجليزية)